# Монреаль Марунс
Монреаль Марунс (англ. Montreal Maroons, укр. Марони Монреалю) — колишній професіональний чоловічий хокейний клуб, який виступав у Національній хокейній лізі протягом 14 сезонів з 1924 по 1938 роки. «Марунс» двічі вигравали Кубок Стенлі: у 1926 та 1935 роках. Вони були останньою командою, яка не належала до Оригінальної Шістки, що виграла Кубок Стенлі аж до перемоги Філадельфії Флайєрс у 1974 році. Також вони остання команда НХЛ, яка виграла Кубок Стенлі і припинила своє існування.

## Володарі Кубка Стенлі
| Володарі Кубка Стенлі 1935 | Воротар: Алек Коннелл Захисники: Мервін Вентворт, Лайонел Конахер, Стюарт Еванс, Аллан Шілдс, Білл Міллер, Білл Маккензі Нападники: Джиммі Ворд, Лоренс Норткотт, Гулі Сміт К, Дейв Троттьє, То Блейк, Гас Маркер, Герб Кейн, Ерл Робінсон, Семюель Макманус, Боб Грейсі, Расс Блінко, Датч Гейнор |

## Інші відомі гравці
- Клінт Бенедікт
- Панч Броадбент
- Боб Грейсі
- Джордж Горн
- Ерл Рош
- Арчі Вілкокс
- Редж Ноубл
- Ерл Робінсон
- Нельс Стюарт
- Семюель Ротшильд
- Білл Тухі